# 胡日恒
胡日恒（1920年—1996年），男，浙江宁海人，中国物理化学家，曾任中国科学院化学研究所研究员，中国化学会理事。